# Турджеман, Дор
Дор Давид Турджеман (ивр. דור דויד תורג'מן‎; 24 октября 2003, Ашдод) — израильский футболист, нападающий тель-авивского «Маккаби» и сборной Израиля.

## Биография
Родился в городе Ашдод в семье с сефардскими и мизрахимскими корнями.

### Клубная карьера
Воспитанник клубов «Ашдод» и «Маккаби» Тель-Авив. В чемпионата Израиля дебютировал в составе «Маккаби» 23 мая 2021 года в матче чемпионского раунда против «Маккаби» Петах-Тиква, в котором вышел на замену на 86-й минуте вместо Эдуардо Герреро. В сезоне 2021/22 выступал на правах аренды за клуб Лиги Леумит «Бейтар Тель-Авив Бат-Ям», после чего вернулся в «Маккаби».

### Карьера в сборной
В 2022 году в составе сборной Израиля до 19 лет был участником юношеского чемпионата Европы, на котором Израиль впервые выиграл серебряные медали, уступив в финале сборной Англии. В 2023 году сыграл на молодёжном чемпионате мира в Аргентине, где отметился забитым голом в стартовом матче группового этапа против сборной Колумбии (1:2) и победным голом в матче 1/4 финала со сборной Бразилии (3:2 ОТ).

## Достижения
Сборная Израиля
- Финалист чемпионата Европы (до 19 лет): 2022